# Dödsstraff i Tyskland

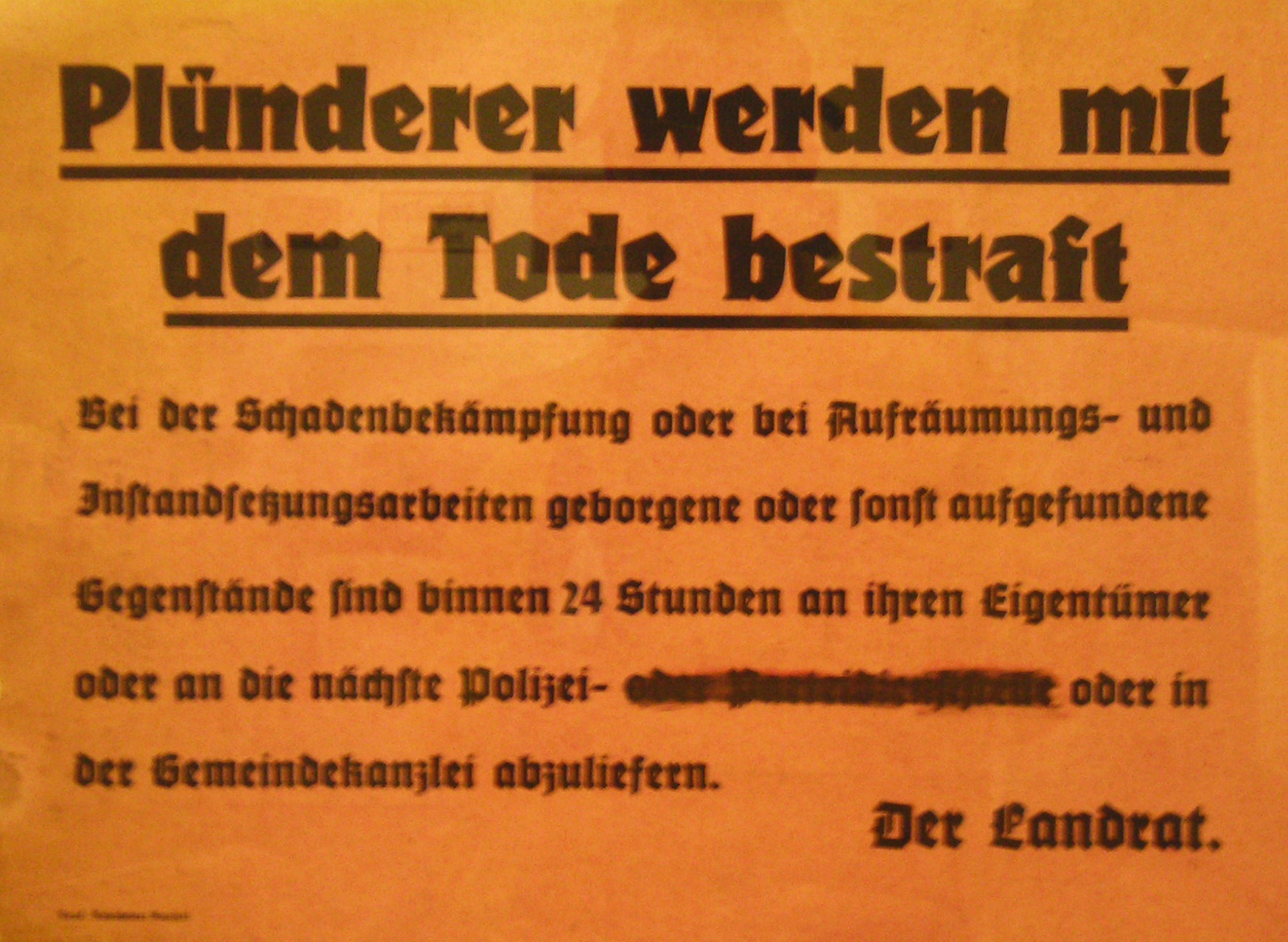
Bayersk skylt från tiden efter andra världskriget som tillkännager att plundrare skall bestraffas med döden.

Dödsstraffet avskaffades 1949 i Västtyskland, 1951 i Västberlin och 1987 i Östtyskland.

## Dödsstraffets rättsliga ställning
Dödsstraffet är förbjudet genom artikel 102 i Förbundsrepubliken Tysklands grundlag, som trädde i kraft den 23 maj 1949, med formuleringen "Dödsstraffet är avskaffat" ("Die Todesstrafe ist abgeschafft"). Det sista verkställda dödsstraffet i ett förbundsland i västra Tyskland var mot Richard Schuh den 18 februari 1949.
I Västberlin, som inte omfattades av Västtysklands grundlag, infördes en lag mot dödsstraff den 20 januari 1951. Där verkställdes det sista dödsstraffet, mot Berthold Wehmeyer, den 12 maj 1949.
Västtyskland var dock fortsatt ockuperat till 1955 och kunde inte hindra att krigsförbrytare avrättades av en ockupationsmakt, då det var utanför landets egen jurisdiktion. De sista avrättningarna utfördes av den amerikanska ockupationsmakten den 7 juni 1951, inte utan kontrovers.   
Det är omdiskuterat bland jurister huruvida även artikel 2 sektion 2 i grundlagen, som slår fast att "Envar har rätt till liv och kroppslig integritet" ("Jeder hat das Recht auf Leben und körperliche Unversehrtheit"), och artikel 1 sektion 1, som deklarerar att "Människans värdighet är okränkbar" ("Die Würde des Menschen ist unantastbar"), innebär ett förbud mot dödsstraff. Åsikten att så skulle vara fallet är vanligt förekommande, men å andra sidan förefaller detta strida mot det faktum att artikel 2 medger undantag genom lagstiftning och att grundlagen likaledes garanterar individens frihet utan att för den sakens skull förbjuda fängelser.
Strafflagen blev formellt ändrad 1951 för att överensstämma med avskaffandet av dödsstraffet. Redan utdömda dödsstraff omvandlades till livstids fängelse. Eftersom grundlagen kräver att fångarna har en chans att återfå friheten med andra medel än enbart benådning, kontrolleras fångar för villkorlig frigivning efter 15 år med regelbundna intervaller. Sedan införandet av denna bestämmelse kan domstolarna i extremfall förklara särskilt allvarlig skuld, avsett som livstids fängelse.
Trots att artikel 21.1 i förbundslandet Hessens grundlag föreskriver dödsstraff för allvarliga brott, är denna bestämmelse verkningslös på grund av det federala förbudet mot dödsstraff, då lagar på förbundsnivå väger tyngre än delstaternas egna lagar ("Bundesrecht bricht Landesrecht"). Den bayerska grundlagen innehöll länge, trots att den inte föreskrev dödsstraff som sådant, en regel om verkställandet av det. Denna regel upphävdes genom en författningsändring 1998.

## Efter andra världskriget
Efter andra världskriget verkställdes ett begränsat antal avrättningar av vanliga förbrytare och krigsförbrytare på västtysk jord. Den sista vanliga kriminella som avrättades i de västra zonerna var Richard Schuh, dömd för mord och rån, den 18 februari 1949. Den sista avrättningen i Västberlin verkställdes den 12 maj 1949, då Berthold Wehmeyer, dömd för mord, våldtäkt och rån, avrättades. Trots den nybildade förbundsrepublikens protester fortsatte de västra allierade under en tid att tillämpa dödsstraffet inom sin egen jurisdiktion. De sista krigsförbrytarna avrättades i Landsbergfängelset den 7 juni 1951. Fram till 1990 var vissa "kriminella handlingar mot de allierade makternas intressen" belagda med dödsstraff i Västberlin, som stod under de allierades jurisdiktion. Ingen avrättning verkställdes dock enligt dessa bestämmelser.
Östtyskland avskaffade dödsstraffet 1987. Efter 1970 var dödsstraffet ovanligt i DDR och utdömdes nästan uteslutande för spionage. Den siste att avrättas i Östtyskland tros ha varit Werner Teske, dömd för landsförräderi och avrättad den 26 juni 1981. Den siste civile brottslingen som avrättades var sexualmördaren Erwin Hagedorn, avrättad den 15 september 1972. Då hade östtyska domstolar utdömt dödsstraff i 227 fall. 166 personer avrättades, varav 52 för förmodat politiska brott (spioneri, sabotage etc.), 64 för brott under Hitlers styre och 44 för vanlig kriminalitet (mestadels mord under försvårande omständigheter). De flesta av dessa avrättningar ägde rum under 1950-talet. Tre kända avrättningar skedde på 1970-talet och två på 1980-talet. Giljotinen (tyska: Fallschwertmaschine) användes sista gången då SS-läkaren Horst Fischer avrättades 1966; den ersattes därefter av "nackskott utan förvarning" (unerwarteten Nahschuss). Östtyskland var känt för sin sekretess kring avrättning, även när dödsdomarna hade utfärdats i skenrättegångar. I dödsattesten angavs ofta "hjärtfel" som dödsorsak.